# BCR Chișinău

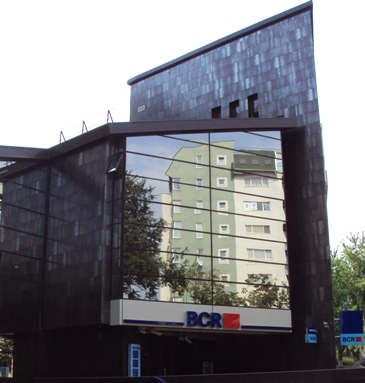
Sediul BCR Chișinău

Banca Comercială Română Chișinău SA (abreviat BCR Chișinău) este subsidiară în Republica Moldova a Băncii Comerciale Române (BCR), la rândul ei membră a grupului Erste Bank. BCR Chișinău este una din primele bănci cu capital străin din Republica Moldova, membră a unui grup bancar internațional.

## Profil
BCR Chișinău și-a început activitatea pe 22 octombrie 1998 ca o bancă universală care oferă servicii tuturor categoriilor de clienți persoane fizice și juridice cu un capital social de 24 milioane MDL, care a fost majorat pe parcursul activității până la 728 130 000 MDL. Rețeaua băncii cuprinde 2 filiale, 1 agentie și 40 de bancomate, amplasate pe teritoriul Republicii Moldova. BCR Chișinău deservește atât clienți persoane juridice, cât și persoane fizice. Acționar unic al BCR Chișinău este Banca Comercială Română, cea mai mare instituție financiară din România după valoarea activelor, volumul creditelor acordate și valoarea depozitelor atrase.

## Linii de business
Pentru persoane fizice, BCR Chișinău oferă servicii de administrare a conturilor curente, produse de economisire, carduri și servicii atașate, credite, transferuri valutare, schimb valutar, Internet Banking, alte servicii.
Pentru companii și organizații, BCR Chișinău oferă soluții de finanțare, instrumente de investire, trade finance, produse cross-border, operațiuni curente,  carduri și servicii atașate,  Internet Banking, pachete pentru IMM, operațiuni forex, forward pe schimb valutar, alte servicii.

## Conducerea băncii
Conducerea BCR Chișinău este organizată pe două niveluri: conducerea executivă – Comitetul Executiv, format din 3 membri executivi și nivelul de supraveghere – Consiliul de Supraveghere, format din 5 membri, în totalitate ne-executivi (adică neimplicați în adoptarea deciziilor curente – executive – ale companiei).
Comitetul Executiv raportează Consiliului de Supraveghere și îl informează periodic asupra deciziilor luate în exercitarea atribuțiilor.